# Cladosporium dianellicola
Cladosporium dianellicola är en svampart som beskrevs av Y. Cui & Z.Y. Zhang 2001. Cladosporium dianellicola ingår i släktet Cladosporium och familjen Davidiellaceae.   Inga underarter finns listade i Catalogue of Life.